# Дебют кота Томаса (мультфильм)
«Дебют кота Томаса» (англ. The Debut of Thomas Cat) — американский первый цветной короткометражный мультфильм режиссёра Джона Рэндольфа Брэя и Эрла Хёрда, снятый в 1920 году. Мультфильм до наших дней не сохранился.

## Сюжет
Мультфильм повествует о том как, котенок впервые встречается с крысой, а не с мышами, к которым он привык.

## Интересные факты
- Мультфильм «Дебют кота Томаса» первый в мире цветной мультипликационный фильм.
- «Дебют кота Томаса» был снят в двухцветной технике Brewster Color (метод «Бипак»).